# Maria Leopoldina Paolicchi
Maria Leopoldina Paolicchi (Pisa, 1854 – Firenze, 16 luglio 1932) è stata un mezzosoprano e contralto italiano.
Nata a Pisa nel rione di Porta a Piagge, a soli 23 anni partecipò ad alcuni concerti presso il Teatro Verdi di Pisa nel 1878, e l'anno dopo, al Teatro Politeama, debuttò in un'opera di L. Nicolai, I Ciarlatani, insieme ad alcuni giovani cantanti pisani.
Lo stesso anno prese parte anche alle altre opere in cartellone, Rigoletto (Maddalena) di Verdi e L'ebrea di Halévy.
Nel 1882 ricoprì il difficile ruolo di Arsace nella Semiramide di Rossini al Teatro Comunale di Treviso, e il ruolo di Cosilda in Ruy Blas di Filippo Marchetti al Teatro Verdi di Carrara.
Nel 1884 conobbe il suo futuro marito, il maestro Leopoldo Mugnone, suo coetaneo e direttore in quell'anno de La favorita di Donizetti a Pisa. Si creò un legame indissolubile tra i due che durò per tutta la vita.
Il loro binomio artistico infatti li vide insieme protagonisti l'anno seguente nel Mefistofele di Boito (protagonista il pisano Gaetano Monti) e in Dolores di Auteri Manzocchi al Verdi di Pisa, l'anno seguente al Teatro Costanzi (dell'Opera) di Roma in un'importante produzione de Gli ugonotti di Meyerbeer.
Nel 1889 cantò insieme al marito direttore d'orchestra tre opere al Teatro Costanzi: Il Conte di Gleichen di Auteri Manzocchi, Mignon di Thomas e Linda di Chamounix di Donizetti (nel ruolo di Pierotto).
Nel 1899 si ritirò dalle scene per dedicarsi all'insegnamento insieme al marito presso Firenze, aprendo una scuola di eccellenza per cantanti lirici.
I due coniugi erano amici e assidui frequentatori di Giuseppe Verdi, anche presso la casa di Roncole. Di questa amicizia sono testimonianza alcune foto, che li ritraggono assieme anche a celebri cantanti del tempo come Francesco Tamagno e altri amici di Verdi.

## Un aneddoto
Il maestro Mugnone, per stare vicino alla bella Maria, si fece prima scritturare per il Mefistofele a Pisa in qualità di Maestro del Coro, e poi, non contento, si travestì da diavolo, come comparsa, per poter stare vicino a "Elena", interpretata da sua moglie.